# شهر خدا (فیلم ۲۰۱۱)
«شهر خدا» (انگلیسی: City of God (2011 film)) یک فیلم است که در سال ۲۰۱۱ منتشر شد.